# Storia di Fiano Romano

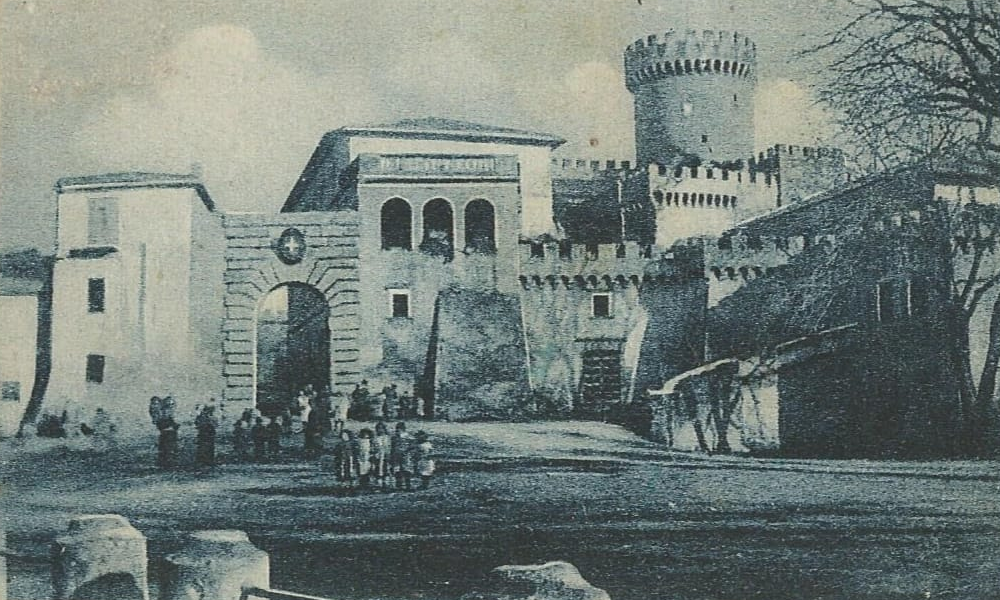
Fiano Romano, entrata del borgo medievale e castello ducale, 1930

La storia di Fiano Romano, comune nel Lazio a pochi chilometri da Roma, ha inizio fin dalla preistoria e si snoda attraverso i secoli passando dal periodo degli Etruschi, a quello della Roma repubblicana prima ed imperiale poi, dal "buio" medioevo allo splendore del rinascimento, dal dominio del Papa-Re all'unificazione del Regno d'Italia, dal Fascismo alla nascita della Repubblica, dal boom economico post Seconda Guerra Mondiale ai processi di modernizzazione economica e sociale di fine XX secolo e oltre.

## La preistoria
Il territorio di Fiano Romano fu abitato da tempi antichissimi come confermano i reperti rinvenuti in zona risalenti all'Età del bronzo finale (XII-XI secolo a.C.): armi, utensili di pietra scheggiata e ossa lavorate testimoniano la presenza in zona fin dalla preistoria di tribù di cacciatori-raccoglitori; risulta particolarmente significativo un insediamento in località la Rocchetta, una collina a ridosso del borgo medievale.

## L'età arcaica

### IX - VIII secolo a.C.
Tra il IX ed il VIII secolo a.C. l'area di Fiano, come più in generale l'intera bassa Valle del Tevere, fu probabilmente punto di incontro tra le culture dei Falisci, dei Sabini, degli Etruschi e dei Latini. Questo suggeriscono i ritrovamenti di urne funerarie e di numerose ceramiche di impasto, attribuibili all'VIII secolo a.C., che indicherebbero anche l'antica presenza di un centro di controllo sullo scalo-traghetto del Tevere.

### VII - V secolo a.C.

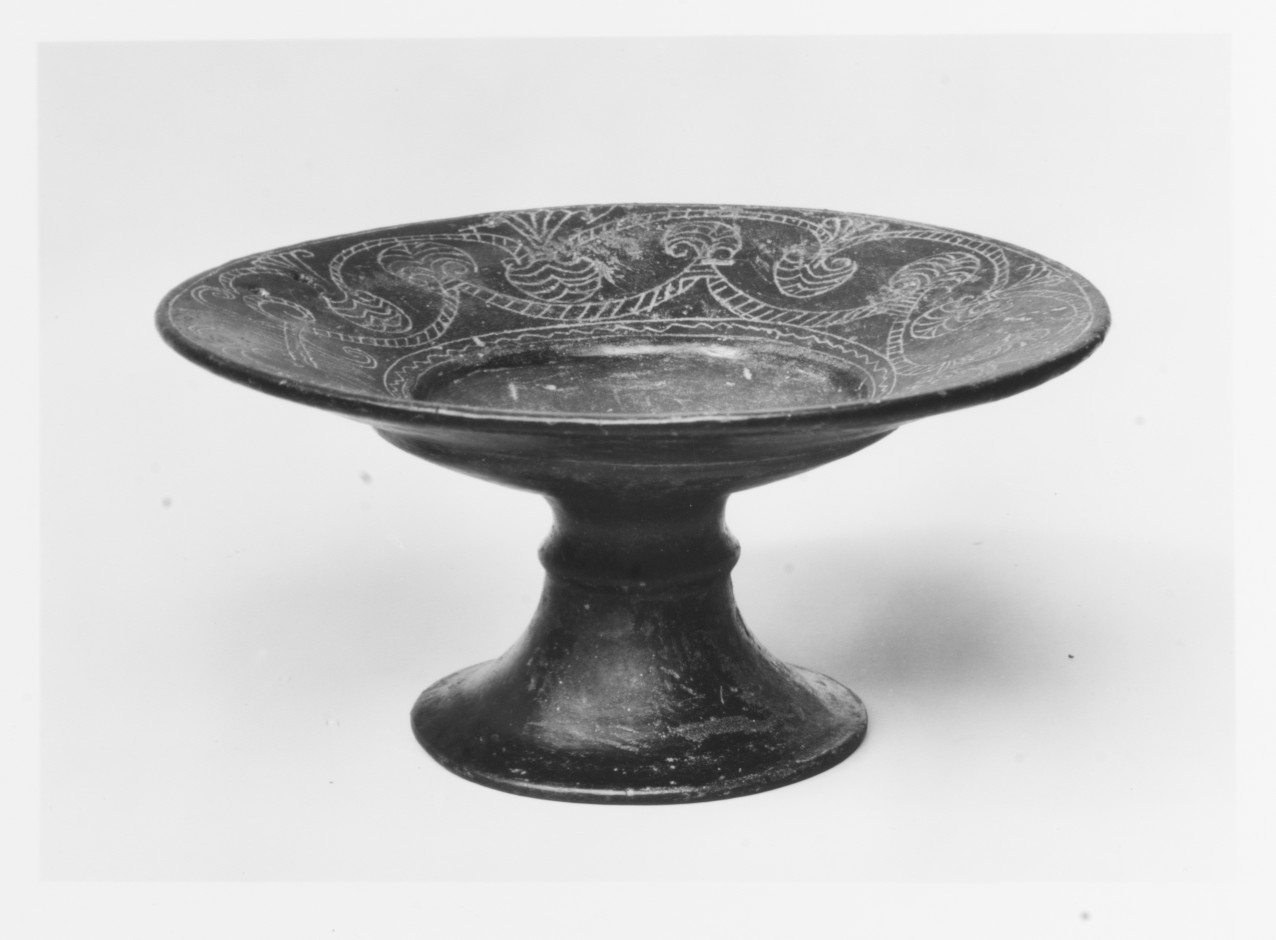
Terracotta di origine Capenate del VI secolo a.C.conservata al Metropolitan Museum of Art di New York

Nel periodo compreso tra il VII e il V secolo a.C. i reperti archeologici evidenziano come il territorio di Fiano fosse sotto il controllo politico della città di Capena. Le leggende romane attribuiscono ad un re veiente, tra la seconda metà del VIII secolo e gli inizi del VII secolo a.C., l'occupazione di Capena e la fondazione di Lucus Feroniae, il santuario dedicato alla dea Feronia. La presenza di questo santuario, condiviso tra il territorio di Capena e quello di Fiano, influì in maniera rilevante sull'evoluzione dell'area e le sue vicende, almeno fino alla creazione, in età medievale, del centro fortificato di Fiano.

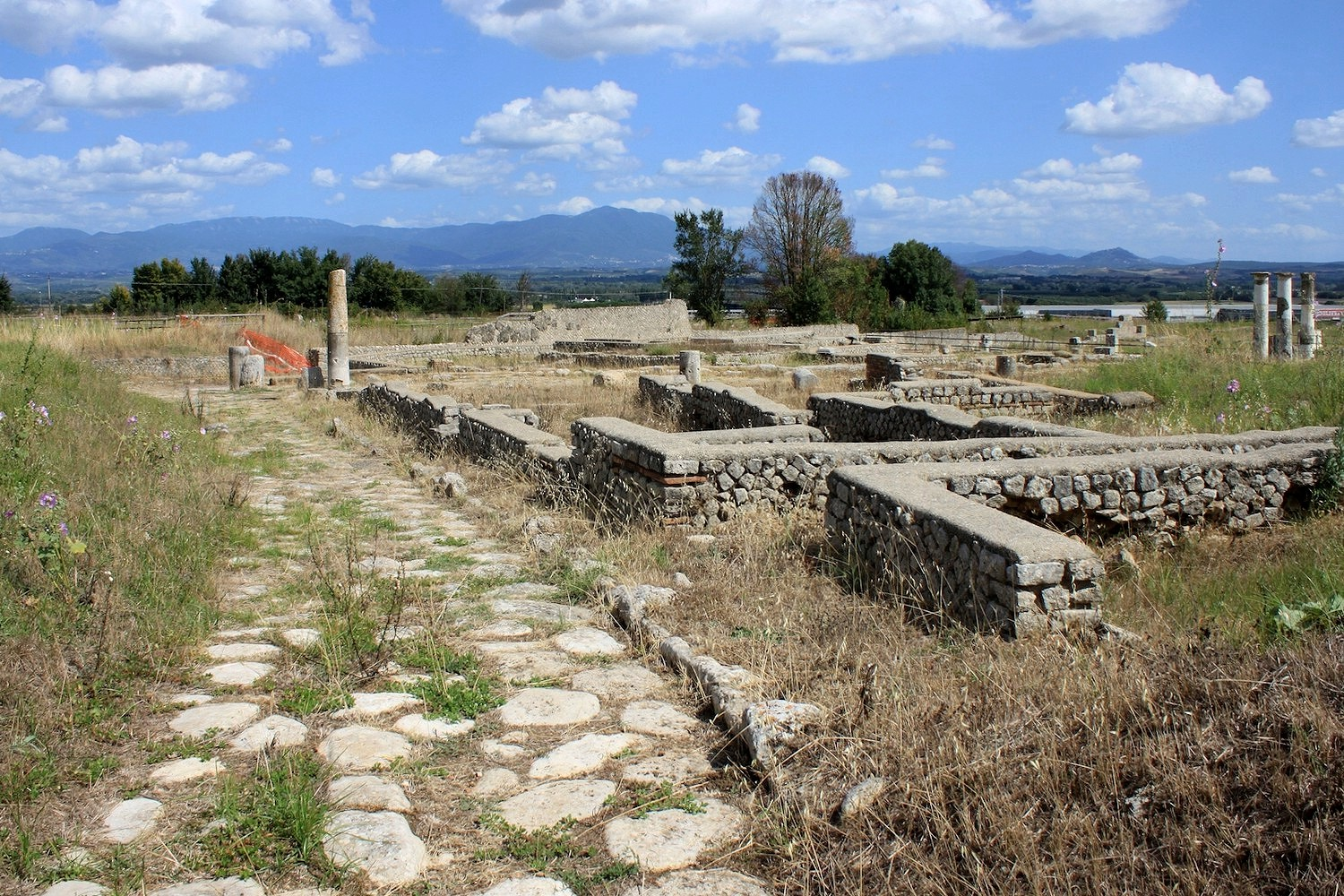
Resti del santuario di Lucus Feroniae

Oltre Lucus Feroniae, un altro aspetto che influenzò la storia del territorio in epoca antica è la posizione strategica di Fiano: adagiata sulle colline accanto alle sponde del Tevere, questa zona fu un nodo importante per i traffici trans-tiberini tra Capena e Cures Sabini come testimonia la presenza, perdurata anche in età moderna, di un complesso sistema di vie di transumanza che oltre ad essere utilizzate per portare le greggi ad attraversare il Tevere ai punti di guado, costituivano un percorso lungo il quale avvenivano anche scambi commerciali tra l'Etruria costiera e l'area appenninica e adriatica.

### V - IV secolo a.C.
Tra la fine del V e i primi decenni del IV secolo a.C. Roma intraprese le guerre contro i Veienti e i loro alleati, i Falisci e i Capenati, ottenendo una vittoria definitiva che garantì ai Romani il controllo di tutta l'area. Veio fu distrutta nel 396 a.C., mentre nel 395 a.C. le campagne dell'area dei Capenati e dei Falisci furono sistematicamente devastate e depredate, costringendo Capena ad arrendersi e a sottomettersi a Roma.

## L'età romana

### IV - III secolo a.C.
Nel primo periodo sotto il dominio di Roma la zona è incorporata nell'agro romano e in essa trasferiti sia plebei romani (come nuovi cittadini) sia alcuni Etruschi, Falisci e Capenati che nel corso della guerra contro Veio erano passati dalla parte romana senza combattere. Al contempo una parte del territorio conquistato, forse anche di grande entità, è invece acquisito nella proprietà dello Stato romano (ager publicus) come terre da dare in affitto.
Malgrado le guerre combattute avessero fatto abbandonare molti siti etruschi e falisci, il territorio attorno al Lucus Feroniae sembra risentì meno di tale situazione. Infatti i ritrovamenti nella zona, attribuibili a questo periodo, mostrano la ricchezza e la prosperità del santuario nel corso del III secolo. E tale ricchezza era così nota che attrasse anche l'interesse dei mercenari dell'esercito cartaginese di Annibale che nel 211 a.C. saccheggió l'area.

### II - I secolo a.C.
Nel II secolo a.C. il territorio, sempre più romanizzato, fu interessato da interventi di miglioramento delle vie di collegamento che lo attraversano, e in particolare per Fiano della Via Tiberina, probabilmente ricollegati all'opera più generale di sistemazione viaria intrapresa da Caio Gracco.

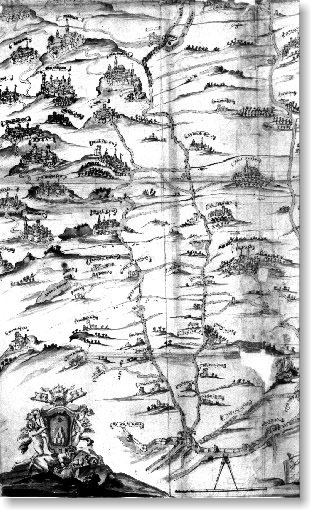
La via Campana nel Catasto Alessandrino (1600 circa): questa via nella zona di Fiano si sovrapponeva alla Via Tiberina.

All'inizio del I secolo a.C. la zona del santuario di Lucus Feroniae, nonché l'abitato contiguo, subì una ricostruzione urbanistica che presumibilmente doveva portare il santuario, di stampo ellenistico, a diventare un foro di una colonia romana. La ricostruzione però non ebbe mai termine, forse anche a causa delle guerre civile tra pompeiani e cesariani che caratterizzarono quegli anni. Dopo la vittoria di Cesare, intorno al 70 a.C., l'area circostante al santuario fu espropriata e distribuita in lotti su iniziativa dello stesso generale al fine di poter donare ai propri reduci i terreni che aveva loro promesso. L'opera rimase incompiuta alla morte di Cesare ma fu poi proseguita da Antonio e Ottaviano, dando origine ad un insediamento noto come Colonia Julia Felix Lucus Feroniae.

### I - VII secolo d.C.
Nell'età augustea (fine I secolo a.C. fino agli inizi del I secolo d.C.) sono molte le testimonianze archeologiche nell'area: furono fatti grandi interventi urbanistici di riorganizzazione del territorio, gestiti da Lucio Volusio Saturnino, filo augusteo, a cui furono assegnate le proprietà precedentemente della famiglia degli Egnatii, tra le quali la grande villa suburbana sorta nei pressi di Lucus Feroniae, la Villa dei Volusii.

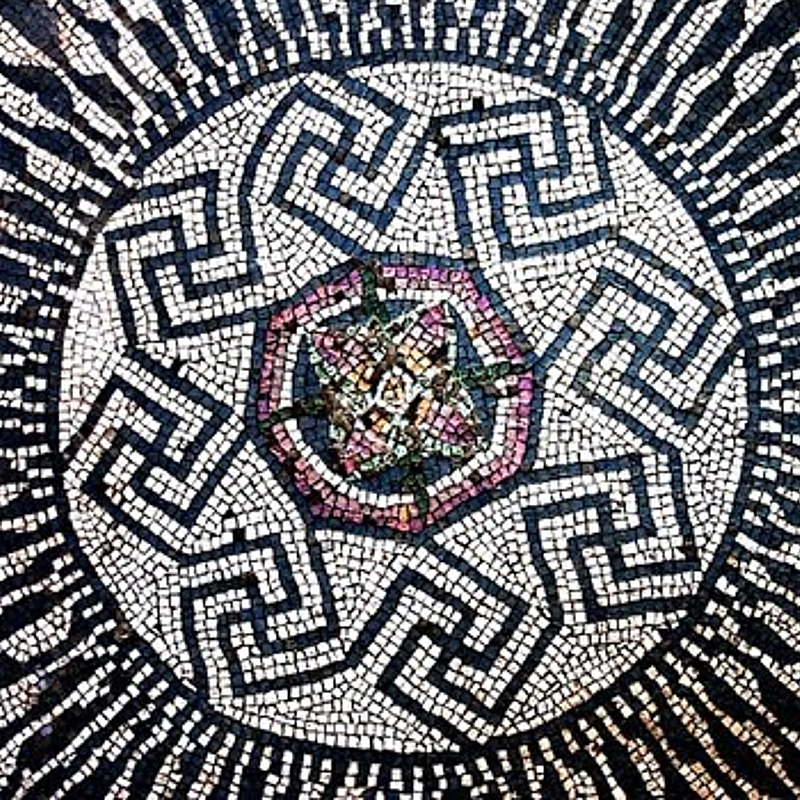
Mosaico della Villa dei Volusii

Alla morte dell'ultimo discendente della famiglia dei Volusii, Quinto Volusio Saturnino che fu console nel 56 d.C., la villa probabilmente fu acquisita dal demanio imperiale.
Oltre a questa villa, che per dimensione, storia e ricchezza era senza dubbio la principale, nell'area erano presenti molte altre ville, come testimoniano i numerosi rinvenimenti sia intorno l'area di Lucus Feroniae che in altre zone di Fiano.
Queste villae rusticae, veri e propri centri di produzione agricola, furono attive per secoli, a dimostrazione che durante l'età imperiale l'area di Fiano, per la sua fertilità, il suo territorio collinare e la favorevole posizione, fu dedicata in generale alle attività agricole, in particolare alla produzione dell'olio di oliva, e che, per la sua vicinanza all'Urbe, fu una zona assai di interesse per i ricchi senatori. Nell'area forse veniva anche realizzata una malta di buona qualità che, tramite il Tevere, era poi trasportata con facilità a Roma.

## Dall'epoca tardoantica a quella medievale
La documentazione storica relativa all'area tra la tarda antichità ed il medievo è assai carente e non permette di conoscere appieno lo sviluppo del territorio di Fiano durante questo periodo. Si può però considerare quello che fu un andamento generalizzato: con l'affermazione del Cristianesimo si andarono a formare piccole comunità intorno agli edifici religiosi, nuovi o vecchi riadattati al nuovo culto, che diventarono dei punti di riferimento per le popolazioni sparse nelle campagne circostanti. A Fiano questo presumibilmente avvenne intorno alla Villa dei Volusii che andò ad ospitare probabilmente un piccolo monastero, quasi sicuramente dipendente da una delle tre grandi abbazie che controllavano la zona: il Monastero di San Paolo fuori le mura, il polo monastico di San Silvestro sul Monte Soratte e, al di là del Tevere, l'Abbazia di Farfa.

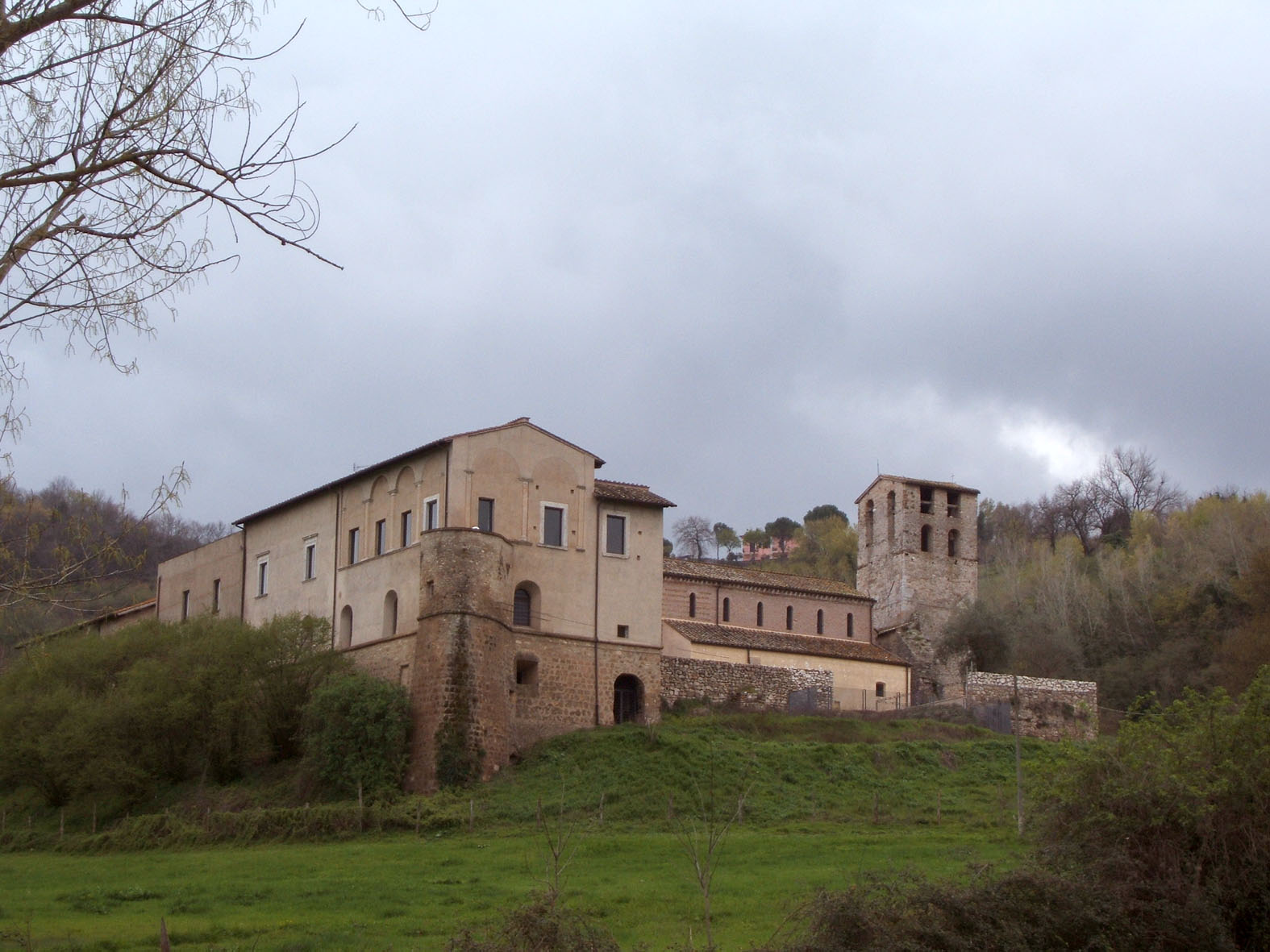
Sant'Andrea in Flumine Ponzano Romano

Solo in seguito la villa, terminato anche il suo ruolo di riferimento religioso, divenne una delle cosiddette torri semaforiche, ossia un punto di controllo lungo il corso del Tevere (secoli XI-XIV) per garantire la sicurezza.
In conclusione, l'evoluzione del territorio di Fiano tra la fine dell'Impero Romano e la creazione del centro fortificato fu comune a quello che in epoca medievale è identificato come territorio collinense (coincidente con l'antico ager capenas), chiamato così per la morfologia e la fertilità della sua campagna: non si ebbero, nel passaggio dal potere imperiale romano a quello degli ordini religiosi, particolari fenomeni di spopolamento ma quanto di riorganizzazione territoriale intorno a nuovi centri di aggregazione.

### La nascita della Rocca di Fiano
La Rocca di Fiano, ossia un primo centro fortificato attorno al quale si radunò la popolazione, nacque all'interno del fenomeno più generale noto come incastellamento che caratterizzò l'età medievale a partire dal IX secolo: i grandi enti ecclesiastici, come monasteri e abbazie, erano entrati in possesso nel corso del tempo di numerosi terreni e fondi, ottenuti con lasciti pro anima da parte di semplici contadini o tramite donazioni da parte di nobili. Tra l'870 e il 920 iniziò quindi, soprattutto da parte dei signori ecclesiastici, la ricostruzione di "complessi fondiari coerenti" (congregatio fundorum) che necessitavano di un centro di controllo ravvicinato e, visti i tempi, fortificato. Per questo dal X secolo in tutto il Lazio ci fu un fiorire di castelli (castrum) collocati nei grandi fondi ricostruiti. Allo stesso tempo questi diventarono punti di attrazione per contadini in cerca di sicurezza e di opportunità lavorative e quindi intorno al castrum sorsero nuovi centri abitati.
Nel territorio di Fiano incise molto anche la presenza di importanti vie di comunicazione, che favorirono lo sviluppo dell'economia del territorio e quindi il rafforzamento di questa nuova realtà: la via Salaria e soprattutto il Tevere. Lungo il fiume nacquero infatti porti castrensi, ossia porti con alle spalle insediamenti fortificati per garantirne sicurezza e controllo e Fiano fu uno di questi, avendo quindi la Rocca un ruolo di guardia dei traffici nella zona.

### Il controllo del Feudo
Durante il medioevo il territorio fondiario di Fiano ricadeva, come visto, in una zona in cui avevano influenza vari monasteri, abbazie e centri religiosi e, per questo, fu protagonista di varie controversie per deciderne il controllo, come emerge da diversi documenti storici:
- in un documento del 840 di conferma di beni all'Abbazia di Farfa da parte di Lotario si fa riferimento ad un fondo chiamato Fiano;
- con un atto del 1013 Papa Benedetto VIII concesse all'Abbazia di Farfa parte del fondo Flaiano;
- in un altro atto del 1048 il fondo di S. Flaviano risultava tra le pertinenze di Farfa;
- nel 1058 Fiano era tra i possedimento dei Conti Girardo e Teodora di Galeria, che donarono all'Abbazia di Farfa la chiesa di Santa Maria ad pontem de Flaiano e quella di S. Biagio infra castellum de Flaiano, con le relative pertinenze;
- una bolla di Papa Gregorio VII del 1081 affermava il possesso del fondo Flaiano (Castellum Flaianum) al Monastero di San Paolo fuori le mura;
- nel 1139 l'Abate di S. Paolo fuori le mura ricorse a Papa Innocenzo III per recuperare vari territori, tra i quali quello di Fiano, usurpati dagli eredi di un tale Tebaldo di Cencio;
- una successiva bolla di Papa Alessandro III del 18 gennaio 1176 riportava le terre in Flaiano tra quelle spettanti al monastero di S. Pancrazio;
- infine fu il Monastero di S. Paolo fuori le mure che si vide riconoscere il suo diritto su Fiano prima da parte dell'Imperatore Enrico VI nel 1186-1189 e, in seguito, dalle bolle di Papa Innocenzo III del 1203 e di Papa Onorio II del 1218[28].

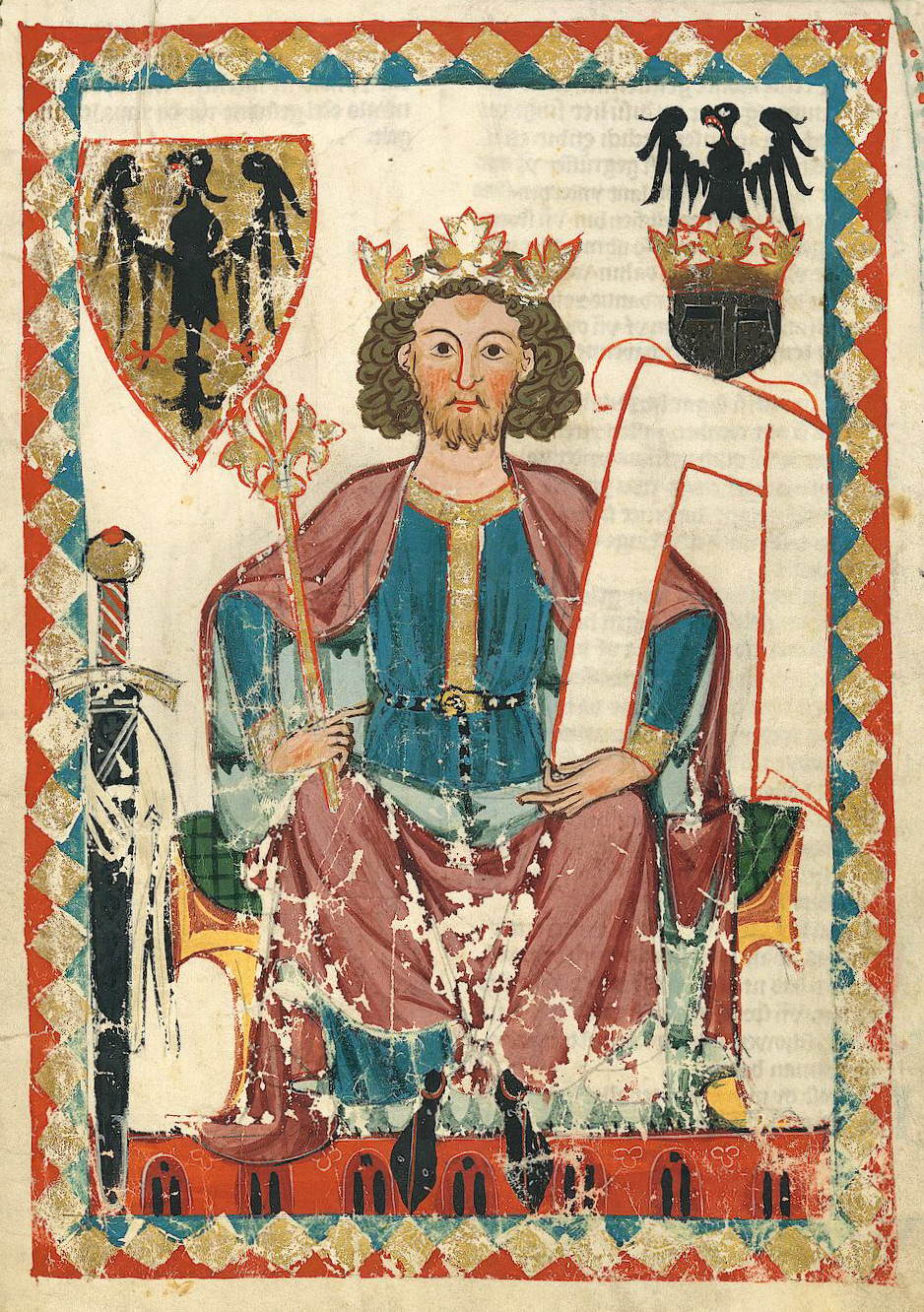
Miniatura dell'Impertatore Enrico VI

### Feudo chiave sul Tevere
Il fatto che Fiano rappresentasse in questo periodo un nodo importante come punto strategico di passaggio sul Tevere viene testimoniato da varie vicende ed avvenimenti riportati sempre nei documenti custoditi nell'Abbazia di Farfa:
- nel 1063 l'Antipapa Onorio II, contrapposto al legittimo Papa Alessandro II, assalito da Goffredo di Lorena fuggì da Roma attraversando il Tevere a Fiano presso la Chiesa di S. Maria ad pontem;
- nel 1074 fu concessa l'autorizzazione per l'edificazione di un cimitero presso la chiesa di S. Biagio infra castellum;
- nel 1111 il Papa Pasquale II insieme ai suoi cardinali, fatti prigionieri da Enrico V di Franconia, furono condotti verso nord e attraversarono il Tevere passando per il pons Flaiani;
- nel 1132 per Fiano passò l'Imperatore Lotario II;
- nel 1464 Papa Pio II, durante la sua celebre partenza per la crociata, passò la seconda notte del viaggio sul Tevere presso il porto di Fiano e prese terra presso il Monte Soratte;
- nel 1480 fu costituita l'unione della chiesa collegiata di Fiano con quella di S. Biagio, chiamata poi Chiesa di Santo Stefano Nuovo.

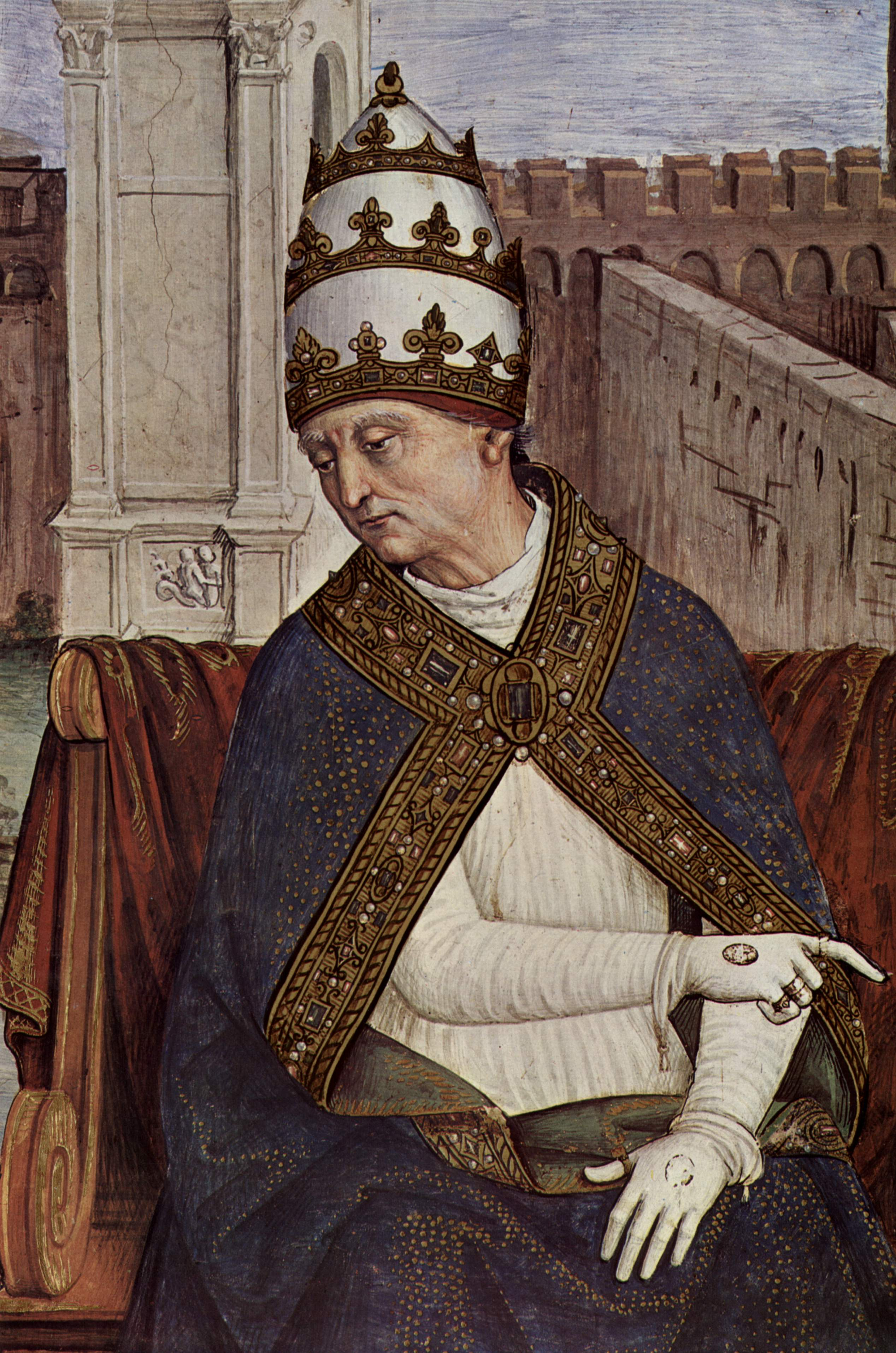
Affresco del Pinturicchio rappresentante Papa Pio II ad Ancora per dare inizio alla crociata.

## L'epoca rinascimentale
Il periodo del Rinascimento, tra il XV ed il XVI secolo, vide il dominio della famiglia Orsini su Fiano.

### Fiano e gli Orsini
Nel 1354 gli Orsini ottennero inizialmente in enfiteusi metà del fondo appartenente al Monastero di San Paolo fuori le mura, per poi acquistarla in permuta nel 1362.
Tra il 1404 e il 1406 Paolo Orsini, probabilmente grazie al favore del cognato Giovanni Sanguigni, Abate di S. Paolo, acquistò anche l'altra metà del feudo di Fiano, facendo sì che l'intero territorio fosse della famiglia Orsini.
Nel 1427 Papa Martino V usurpò Fiano agli Orsini e l'assegnò ai Colonna, ma tale situazione durò poco e alla morte di Martino V, nel 1431, il nuovo Papa Eugenio IV riassegnò il feudo agli Orsini: tant'è che in una bolla papale del 1443 Orso Orsini è citato come Comes Flaiani.
Nel 1451 Orso Orsini pose un'ipoteca su Fiano in favore della moglie Elisabetta d'Anguillara, mentre nel 1478 Paola Orsini, sorella di Orso, governò come luogotenente Fiano ma già l'anno successivo Elisabetta d'Anguillara fu reintegrata nel suo possedimento.

### Niccolò III Orsini e il Castello di Fiano

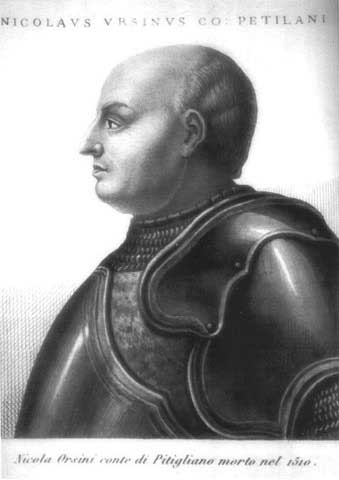
Niccolò III Orsini

Con una bolla del 27 settembre 1482 Papa Sisto IV nominò Niccolò III Orsini tutore dei figli di Elisabetta d'Anguillara e signore di Fiano, Morlupo, Filacciano e Monte della Guardia. Paola Orsini cercò di rivendicare a sé le proprietà di Fiano e Morlupo nel 1488, ma Niccolò ebbe la meglio.
Nel 1489 Niccolò III diventò conte di Fiano e commissionò la costruzione del Castello che fu terminato nel 1493. In quell'anno Papa Alessandro VI (Borgia) fece visita al Conte nel Castello e l'episodio è ricordato su una targa esposta in origine sulla porta della piccola Chiesa di Santa Maria delle Grazie e ora conservata nel Castello di Fiano. La targa non solo ricorda che per l'occasione il Papa concesse delle indulgenze, ma anche gli altri personaggi che accompagnarono il Papa nella visita, tra i quali spicca il figlio Cesare Borgia, allora diacono Cardinale di Santa Maria Nuova.

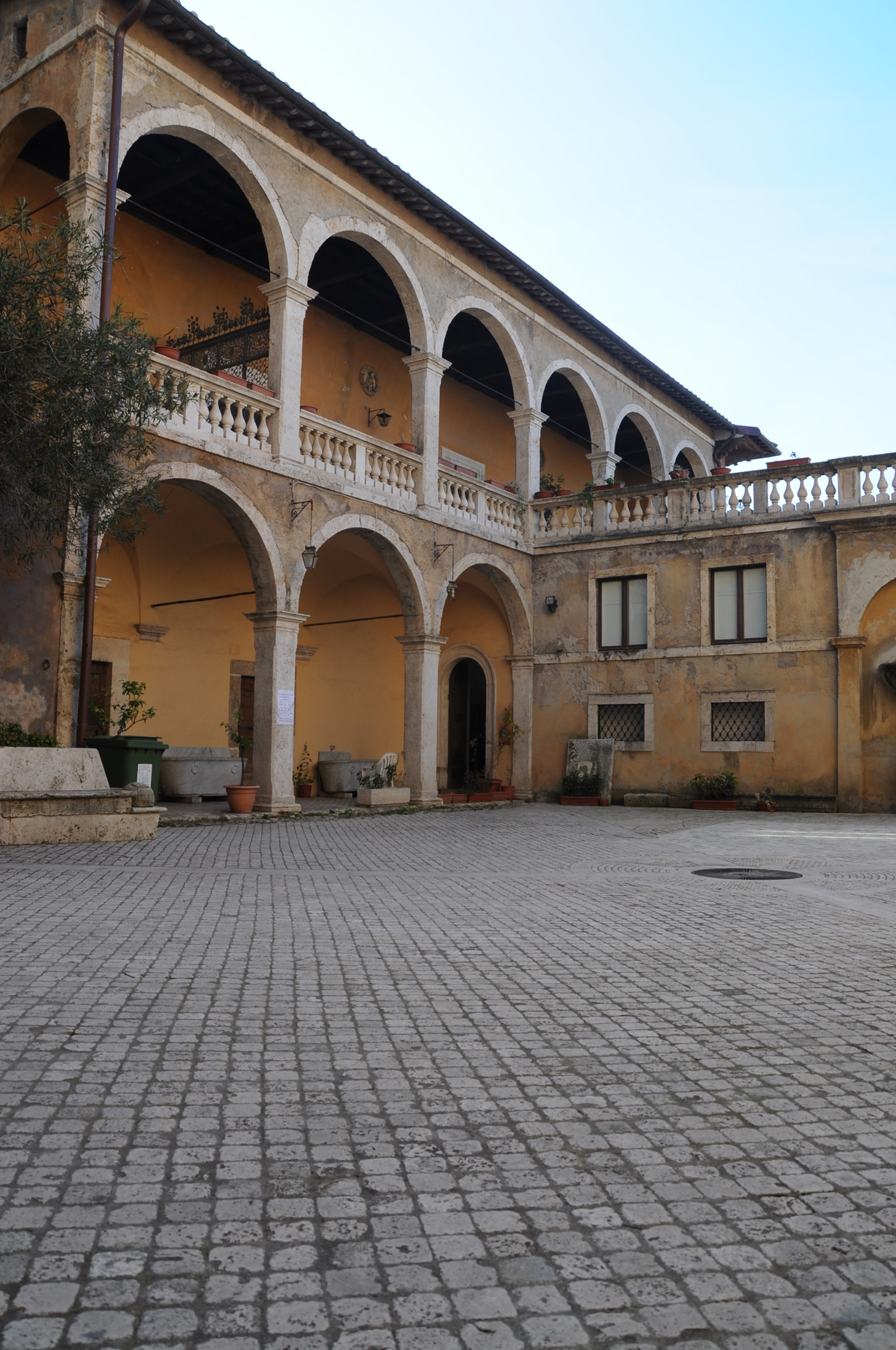
Il cortile del Castello di Fiano Romano e l'ala quattrocentesca fatta edificare da Niccolò III Orsini

Nell'aprile del 1504 il Castello ospitò anche Pietro Bembo, che Niccolò III conobbe probabilmente in occasione del suo periodo di servizio per la Repubblica di Venezia.
Niccolò III Orsini morì il 27 gennaio 1510 nel vicentino quando era generale di Venezia. La Serenissima per onorarlo gli costruì un sontuoso monumento funebre nella Chiesa dei Santi Giovanni e Paolo. Ma in seguito, per volere testamentario di Niccolò, il cuore fu portato a Pitigliano, sua città natale, e i resti mortali a Fiano nella Chiesa di Santo Stefano Nuovo.

## Dal XVII al XIX secolo: il ducato di Fiano

### Gli Sforza e la nascita del ducato
Agli inizi del XVII secolo, Alessandro Orsini vendette il feudo di Fiano a Caterina de' Nobili che lo donò poi nel 1606 al figlio Cardinale Francesco Sforza il quale lo fece erigere a ducato (bolla di Papa Paolo V del 18 luglio 1608) per suo figlio naturale e legittimo Sforzino Sforza.

### Il passaggio ai Ludovisi
Il 7 giugno 1621 Sforzino vendette il ducato per 220.000 scudi, con l'autorizzazione di Papa Gregorio XV, a Orazio Ludovisi, generale della Santa Chiesa e fratello del Papa.
Nel 1624, alla morte di Orazio, il ducato passò al figlio Niccolò Ludovisi e da questo al figlio Giovan Battista Ludovisi fino al 1690.

### I Boncompagni Ludovisi Ottoboni

Stemma dei Boncompagni Ludovisi Ottoboni

Nel 1690, per volontà di Papa Alessandro VIII, Fiano passò dalla famiglia Ludovisi a Marco Ottoboni, generale delle Galee pontificie. Il feudo fu ereditato da Maria Francesca Ottoboni, figlia di Marco, che sposò Pier Gregorio Boncompagni Ludovisi, che fu così duca ex uxore e decise di assumere anche il cognome della moglie. Il ducato di Fiano restò in mano alla famiglia Boncompagni Ludovisi Ottoboni per oltre duecento anni, fino al 1897.

### La vendita del feudo
Marco Boncompagni Ludovisi Ottoboni, in carica dal 1837, fu di fatto l'ultimo duca di Fiano: nel 1897 vendette l'intera proprietà al commendatore Carlo Menotti, costruttore e latifondista.

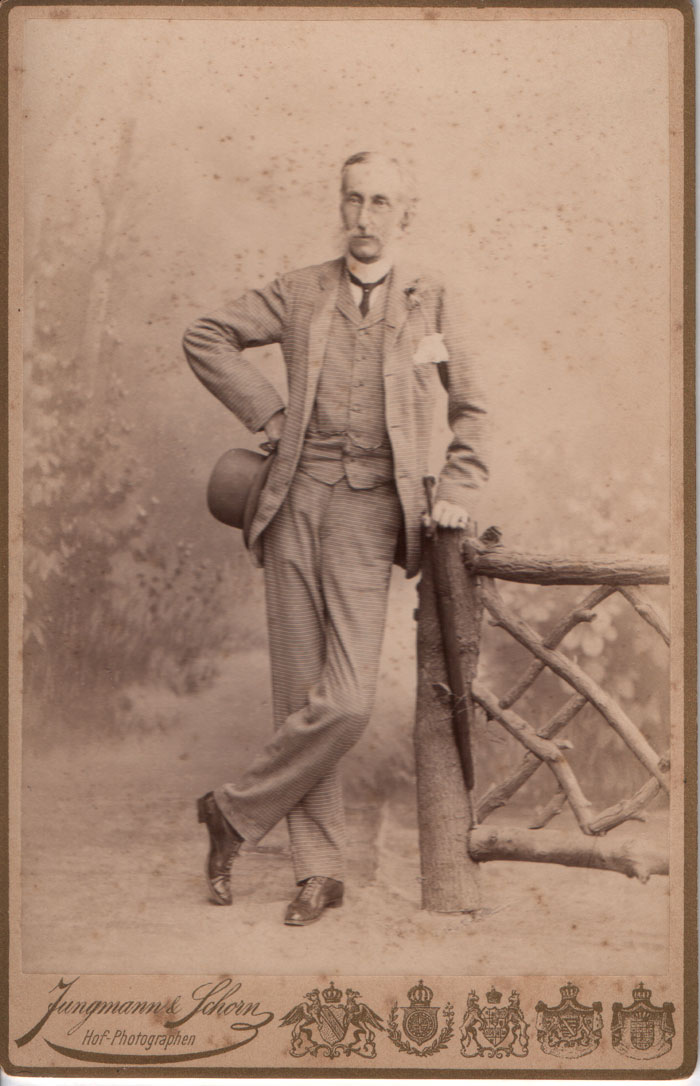
Marco Boncompagni Ludovisi Ottoboni, VII duca di Fiano, vendette il feudo nel 1897

Resterà alla famiglia solo il titolo di duca, che passerà ad Augusto Ruspoli Ottoboni (1909-1912) e poi a Cesare Rasponi Bonanzi Ottoboni (1923-1957), figlio del politico e senatore Carlo Rasponi Bonanzi che aveva sposato la figlia del VII Duca.
Sebbene dal 1948, con l'entrata in vigore della Costituzione, in Italia non siano più riconosciuti i titoli nobiliari, il titolo di Duca di Fiano è rivendicato dalla famiglia Serlupi per parentela con quella degli Ottoboni.

### Lista dei Duchi di Fiano
| Famiglia                      | Nome                                                      | Carica                                  | Titolo             | Note |
| ----------------------------- | --------------------------------------------------------- | --------------------------------------- | ------------------ | --- |
| Sforza                        | Sforzino Sforza (1593–1644)                               | dal 18 luglio 1608 al 7 giugno 1621     | Duca di Fiano      | Nel 1608 Papa Paolo V erige Fiano a ducato |
| Ludovisi                      | Orazio Ludovisi (1561–1624)                               | dal 7 giugno 1621 a novembre 1624       | I Duca di Fiano    | Nel 1621 acquista il ducato da Sforzino Sforza |
| Ludovisi                      | Niccolò Ludovisi (1610–1664)                              | dal novembre 1624 al 25 dicembre 1664   | II Duca di Fiano   | Figlio del I Duca |
| Ludovisi                      | Giovan Battista Ludovisi (1647–1699)                      | dal 25 dicembre 1664 al 18 aprile 1690  | III Duca di Fiano  | Figlio del II Duca |
| Ottoboni                      | Marco Ottoboni (1656–1725)                                | dal 18 aprile 1690 al 15 aprile 1725    | I Duca di Fiano    | Nel 1690 acquista il ducato da Giovan Battista Ludovisi |
| Boncompagni Ludovisi Ottoboni | Pietro Gregorio Ottoboni Boncompagni Ludovisi (1709–1747) | dal 1731 al 7 settembre 1747            | II Duca di Fiano   | Genero del I Duca, quindi duca ex uxore, adotterà il cognome della moglie                                                                                           |
| Boncompagni Ludovisi Ottoboni | Alessandro Boncompagni Ludovisi Ottoboni (1734–1780)      | dal 7 settembre 1747 al 17 ottobre 1780 | III Duca di Fiano  | Figlio del II Duca |
| Boncompagni Ludovisi Ottoboni | Antonio Boncompagni Ludovisi (1736-1803)                  | dal 17 ottobre 1780 al 7 gennaio 1803   | IV Duca di Fiano   | Figlio del III Duca |
| Boncompagni Ludovisi Ottoboni | Marco Boncompagni Ludovisi Ottoboni (1741–1818)           | dal 7 gennaio 1803 al 1º febbraio 1818  | V Duca di Fiano    | Fratello del IV Duca |
| Boncompagni Ludovisi Ottoboni | Alessandro Boncompagni Ludovisi Ottoboni (1805–1837)      | dal 1º febbraio 1818 al 29 agosto 1837  | VI Duca di Fiano   | Figlio del V Duca |
| Boncompagni Ludovisi Ottoboni | Marco Boncompagni Ludovisi Ottoboni (1832–1909)           | dal 29 agosto 1837 al 29 marzo 1909     | VII Duca di Fiano  | Figlio del VI Duca Nel 1897 vende tutte le proprietà del ducato al commendatore Carlo Menotti.Con la morte del VI Duca si estingue il ramo maschile della famiglia. |
| Ruspoli Ottoboni              | Augusto Ruspoli Ottoboni (1880–1912)                      | dal 1909 al 1912                        | VIII Duca di Fiano | Nipote del VII Duca. Non avendo né figli né eredi il titolo passò al ramo dell'altra figlia del VII Duca                                                            |
| Rasponi Bonanzi Ottoboni      | Cesare Rasponi Bonanzi Ottoboni (1885–1957)               | dal 15 luglio 1923 al 1957              | IX Duca di Fiano   | Nipote del VII Duca Suo padre Carlo Rasponi Bonanzi aveva sposato Luisa Boncompagni Ludovisi Ottoboni, figlia del VII Duca                                          |

## Il XX secolo
Nel 1904, alla morte di Carlo Menotti, la proprietà di Fiano, dal 1872 denominato Fiano Romano, passò al figlio, Cav. Mario Menotti.

### Il primo dopoguerra
Nel primo dopoguerra alcune terre, anche per le lotte dei contadini contro il sistema latifondista, furono distribuite ai reduci della Grande Guerra. La maggior parte di queste terre furono espropriate al Menotti che però rimase proprietario della stragrande maggioranza dei fondi di Fiano, che continuarono ad essere coltivati da braccianti e mezzadri.

### L'era fascista

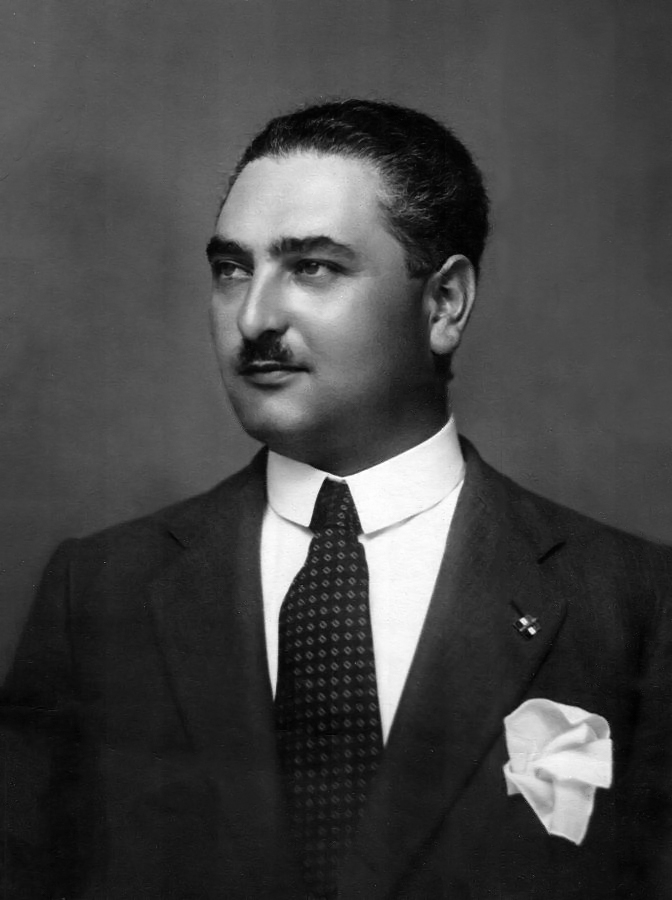
Valentino Orsolini Cencelli

L'avvento del fascismo e i non buoni rapporti che aveva con il regime, costrinsero Mario Menotti ad espatriare. Seguirono dei litigi per l'amministrazione di Fiano, che alla fine fu affidata dal Prefetto al Conte Valentino Orsolini Cencelli uomo politico di spicco del Partito Nazionale Fascista. L'amministrazione Cencelli è ricordata come uno dei periodi più bui della storia di Fiano.
Il Cav. Mario Menotti morì a Shanghai e, in assenza di eredi, l'intero patrimonio fu ereditato dalle sorelle.

### Il secondo dopoguerra
Subito dopo la fine della Seconda Guerra Mondiale e fino a tutti gli anni sessanta ripresero le lotte per la terra che portarono all'assegnazione a contadini, mezzadri e braccianti della maggioranza dei terreni appartenuti ai Menotti e agli altri grossi proprietari terrieri, anche grazie alla spinta della così detta Legge Stralcio del 1950, che mirava a favorire un'agricoltura più moderna e competitiva e alleviare la disoccupazione nelle aree rurali, e la conseguente creazione per l'area tosco-laziale dell'Ente per la Colonizzazione della Maremma Tosco-Laziale (Ente Maremma) che aveva appunto il compito di espropriare e redistribuire le terre.

### Dagli anni '60 al 2000

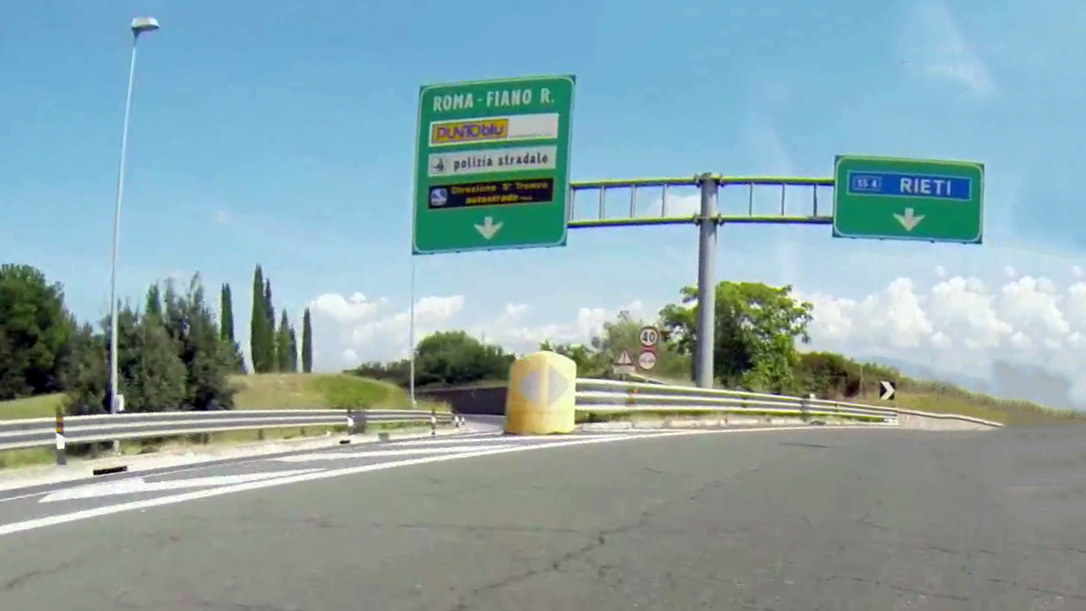
L'uscita dell'Autostrada A1 a Fiano Romano

Dal 1964, con il completamento dell'Autostrada del Sole e l'apertura del casello di Fiano Romano, il paese cominciò la sua trasformazione da centro prettamente agricolo e socialmente statico a quello di una realtà economica e sociale più moderna e complessa ed iniziò soprattutto quel flusso di nuovi residenti, provenienti in larga parte dalla vicina Capitale, richiamati da una prospettiva di qualità della vita migliore rispetto a quella di una grande città ma al contempo anche con la possibilità di raggiungere facilmente Roma, per motivi di lavoro o studio. Questo flusso proseguì fino alla fine del secolo e anche oltre.
Nel 1974 fu presentato il Piano Regolatore Generale che rispecchia questa situazione di crescita sia economica che demografica, con una vasta area del territorio, tra il centro abitato consolidato e il casello autostradale, interessata da un'ampia urbanizzazione e la nascita di un'area industriale collocata nei pressi del casello stesso. 
Nel 1988 il completamento della bretella autostradale Fiano Romano - San Cesareo che connette direttamente il tratto autostradale Milano-Roma con quello Roma-Napoli, evitando così il passaggio per il Grande Raccordo Anulare, rese ancora più accentuata sia la crescita economica, con il settore logistico che diventò preminente, che quella demografica: Fiano Romano passò dai circa 3000 residenti degli anni '60 ai quasi 8000 di fine secolo.

## Il XXI secolo
La forte crescita demografica iniziata alla fine del XX secolo continuò, anche a ritmi maggiori, nei primi due decenni del XXI secolo portando i residenti di fatto a raddoppiare nel giro di venti anni, passando dai circa 8000 residenti di fine XX secolo ai quasi 16000 nel 2020. Al contempo continuò la crescita anche sul fronte economico, con primarie aziende di logistica che aprirono una sede a Fiano Romano (come ad esempio Amazon, BRT o GLS), e su quello occupazionale che fece registrare un tasso tra i più alti del Lazio.
Dal punto di vista urbanistico si cercò di gestire questa nuova realtà con l'adozione nel 2011 di un nuovo Piano Regolatore Generale e di una serie di strumenti atti alla sistemazione del territorio; al contempo si cercò di colmare il divario creatosi tra le nuove esigenze sociali e i servizi presenti sul territorio, investendo nel potenziamento di scuole, strade, strutture sportive, reti, ecc....